# Yentl
Yentl (lub Jentł) – amerykańsko-brytyjski melodramat z 1983 roku na podstawie utworu Isaaca Baszewisa Singera "Yentl, the Yeshiva Boy".

## Fabuła
Początek XX wieku. Yentl, młoda i niezwykle utalentowana dziewczyna buntuje się przeciw ortodoksyjnej tradycji zabraniającej kobietom uczenia się. Chcąc zgłębiać wiedzę, po śmierci ojca przebiera się za chłopca i przyjmuje imię Anschel. W drodze do miasta poznaje Avigdora, który się nią opiekuje. Oboje zamieszkują u znajomej gospodyni. Rabin, któremu Avigdor przedstawił Anschela, zgadza się przyjąć go na naukę. Yentl - Anschel i Avigdor uczą się w jesziwie w Bychawie. Jednak ziszczenie pragnień nie daje Yentl spodziewanego szczęścia. Musi ukrywać swoją miłość do Avigdora, który ma narzeczoną Hadass. Kiedy nie dochodzi do ślubu z powodu oporu rodziców dziewczyny, zdesperowany Avigdor proponuje Anschelowi, by ten zastąpił go w roli męża. Yentl musi dokonać trudnego wyboru.

## Obsada
- Barbra Streisand – Yentl
- Mandy Patinkin – Avigdor
- Amy Irving – Hadass
- Nehemiah Persoff – Reb Mendel "Papa"
- Steven Hill – Reb Alter Vishkower
- Allan Corduner – Shimmele
- Ruth Goring – Esther Rachel
- David de Keyser – Rabbi Zalman

## Nagrody i nominacje
Oscary za rok 1983
- Najlepsza muzyka z piosenkami/adaptacja – Michel Legrand, Alan Bergman, Marilyn Bergman
- Najlepsza scenografia i dekoracje wnętrz – Roy Walker, Leslie Tomkins, Tessa Davies (nominacja)
- Najlepsza piosenka - Papa, Can You Hear Me? - muz. Michel Legrand; sł. Alan Bergman, Marylin Bergman (nominacja)
- Najlepsza piosenka - The Way He Makes Me Feel - muz. Michel Legrand; sł. Alan Bergman, Marylin Bergman (nominacja)
- Najlepsza aktorka drugoplanowa – Amy Irving (nominacja)

Złote Globy 1983
- Najlepsza komedia lub musical
- Najlepsza reżyseria – Barbra Streisand
- Najlepsza muzyka – Michel Legrand, Alan Bergman, Marilyn Bergman (nominacja)
- Najlepsza piosenka - The Way He Makes Me Feel - muz. Michel Legrand; sł. Alan Bergman, Marylin Bergman (nominacja)
- Najlepszy aktor w komedii lub musicalu – Mandy Patinkin (nominacja)
- Najlepsza aktorka w komedii lub musicalu – Barbra Streisand (nominacja)

Złota Malina 1983
- Najgorszy aktor – Barbra Streisand (nominacja)
- Najgorsza aktorka drugoplanowa – Amy Irving (nominacja)
- Najgorsza muzyka – Michel Legrand, Alan Bergman, Marilyn Bergman (nominacja)